# Deux daimyos et leur serviteur
La légende des deux daimyos et de leur serviteur est une légende japonaise dont les racines remontent au Moyen Âge. 

## La légende
Trois hommes cheminent sur la route qui mène à Kyôto. L'un est grand et maigre, un autre est petit et gros. Ce sont tous deux des daimyos. Ils sont accompagnés par leur serviteur qui n'est ni gros ni maigre, ni petit ni grand. Le serviteur porte les longues épées des deux daimyos. Le pauvre paraît bien embarrassé par ces deux armes plutôt encombrantes. Les daimyos se moquent de lui et de son embarras : « Il n'est vraiment pas un homme d'armes » constatent-ils en se moquant de lui. Le serviteur ne répond pas. Peu de temps après, un des deux daimyos persifle à nouveau. Le serviteur ne répond toujours pas mais il tire une des longues épées du fourreau :
- « Donnez-moi la petite épée que vous portez à la ceinture ou je vous tue. » dit-il en s'adressant au plus petit des deux daimyos. Joignant le geste à la parole, le serviteur approche la longue lame de la gorge de son maître qui lui tend l'objet.
Se tournant vers le grand daimyo:
- « Tendez-moi la petite épée que vous portez à la ceinture ou je vous tue. » Le second daimyo tend sa petite épée à son tour au serviteur.
- « Donnez moi chacun votre manteau si vous voulez avoir la vie sauve ». Les daimyos s'exécutent et les trois hommes reprennent leur chemin en direction de Kyôto....
Tout à coup, leur serviteur leur adresse la parole :
- « Je m'ennuie. Amusez-moi... Battez vous à la façon des coqs ». Toujours sous la menace de l'épée, les maîtres s'exécutent, prennent la position caractéristique des volatiles au combat et se jettent l'un sur l'autre en faisant mine de se donner des coups de bec.
- « Battez-vous à la façon des chiens ». Les deux daimyos se mettent à quatre pattes, grondent et aboient en faisant mine de se mordre.
-« Bien. Maintenant faites les Darumas »
- « C'est impossible disent les seigneurs. Nos jambes nous en empêchent. » Toujours sous la menace, ils s'accroupissent néanmoins et tentent de faire ce que leur demande leur serviteur. Ils réussissent tant bien que mal à faire disparaître leurs jambes et se balancent l'un vers l'autre.
Le serviteur éclate de rire :
- « Je me suis bien amusé. Il ne me reste plus qu'à vous dire adieu ». Faisant virer sa monture, il part avec les deux longues épées, les deux petites épées et les deux manteaux ; gardant le souvenir d'une piquante moquerie.
Les deux daimyos cheminent sur la route de Kyôto sans leurs armes et sans leurs manteaux mais surtout humiliés d'avoir été bernés par un serviteur peu scrupuleux.
La morale de cette légende ? « Rira bien qui rira le dernier »